# Banteay Kdei
Le Banteay Kdei (khmer : ប្រាសាទបន្ទាយក្តី, littéralement « la citadelle des cellules monastiques ») est un temple d'inspiration bouddhique édifié par Jayavarman VII vers 1185 sur le site d'Angkor au Cambodge. Il est situé à 2 km à l'est d'Angkor Thom, au sud du baray oriental.

## Description
Entourant le bâtiment central, probablement dédié au père mythique du roi Lokeçvara, quatre murs d'enceinte sont encore visibles, entrecoupés de gopuras (portes) ornées de quatre visages d'incarnations du bouddha. Ces décorations sont dans le style d'Angkor Thom. Il reprend les enceintes concentriques des temples-montagnes mais seule la structure centrale est surélevée sur 4 niveaux de latérite. Très peu de sculptures ou de bas-reliefs, même sur les 5 tours édifiées principalement en briques.

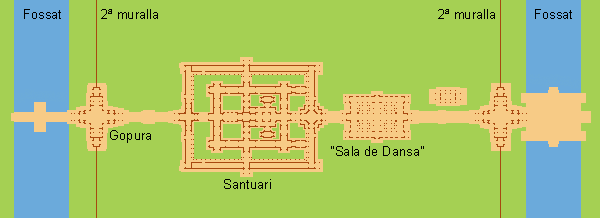
Plan du site

La terrasse cruciforme qui franchit les douves du côté ouest, est protégée par des lions gardiens et ceinturée par des "Nâgas balustrades" à Garudas.
La troisième enceinte est également entourée d'un mur en latérite. Le gopura, à plan cruciforme et piliers intérieurs, est plus ancien. Les deux passages latéraux sont indépendants de la porte centrale.
La "Salle de Danse" était, à l'origine, un bâtiment couvert à toit soutenu par des colonnes ornées d'apsaras, – les danseuses célestes qui divertissent les dieux – et de divinités secondaires les Devatas.
Le gopura principal de la seconde enceinte se trouve à l'ouest. Celui de l'est est d'importance moindre et de simples portes permettent d'accéder au nord et au sud.
Les angles de l'enceinte intérieure sont marqués par une tour. Chacune d'entre elles est séparée par un gopura de taille identique, relié au sanctuaire central par une galerie axiale. 
Deux des quatre cours intérieures abritent des bibliothèques dont celle, superbe, située à droite de la voie d'accès, à l'intérieur de l'enceinte.

## Histoire
Le site est dégagé par Charles Batteur de 1920 à 1922.
Ce monument a eu une histoire mouvementée, son édification a certainement utilisé des éléments antérieurs, puis il fut victime de nombreuses retouches et destructions dues à la réaction shivaïte après la mort de Jayavarman VII. 
Envahi par la végétation, le temple, malgré les travaux de dégagement, est encore occupé par de gigantesques fromagers dont les racines minent l'édifice à plusieurs endroits.
De nombreuses représentations, notamment des têtes de Bouddha, ont été découvertes enterrées lors des travaux de restauration.
Immédiatement à l'est du Banteay Kdei se trouve le Srah Srang, le bain royal.

## Galerie

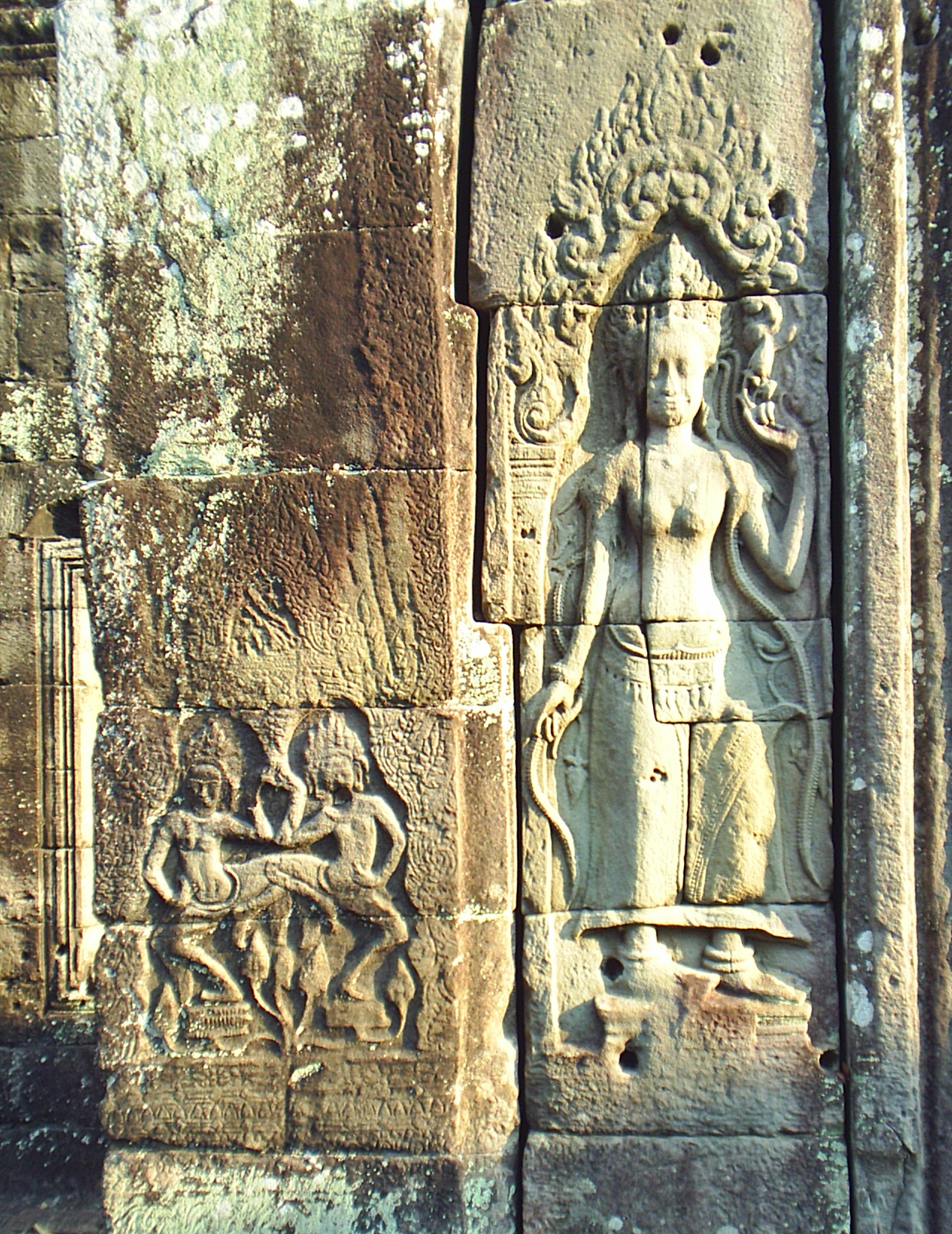
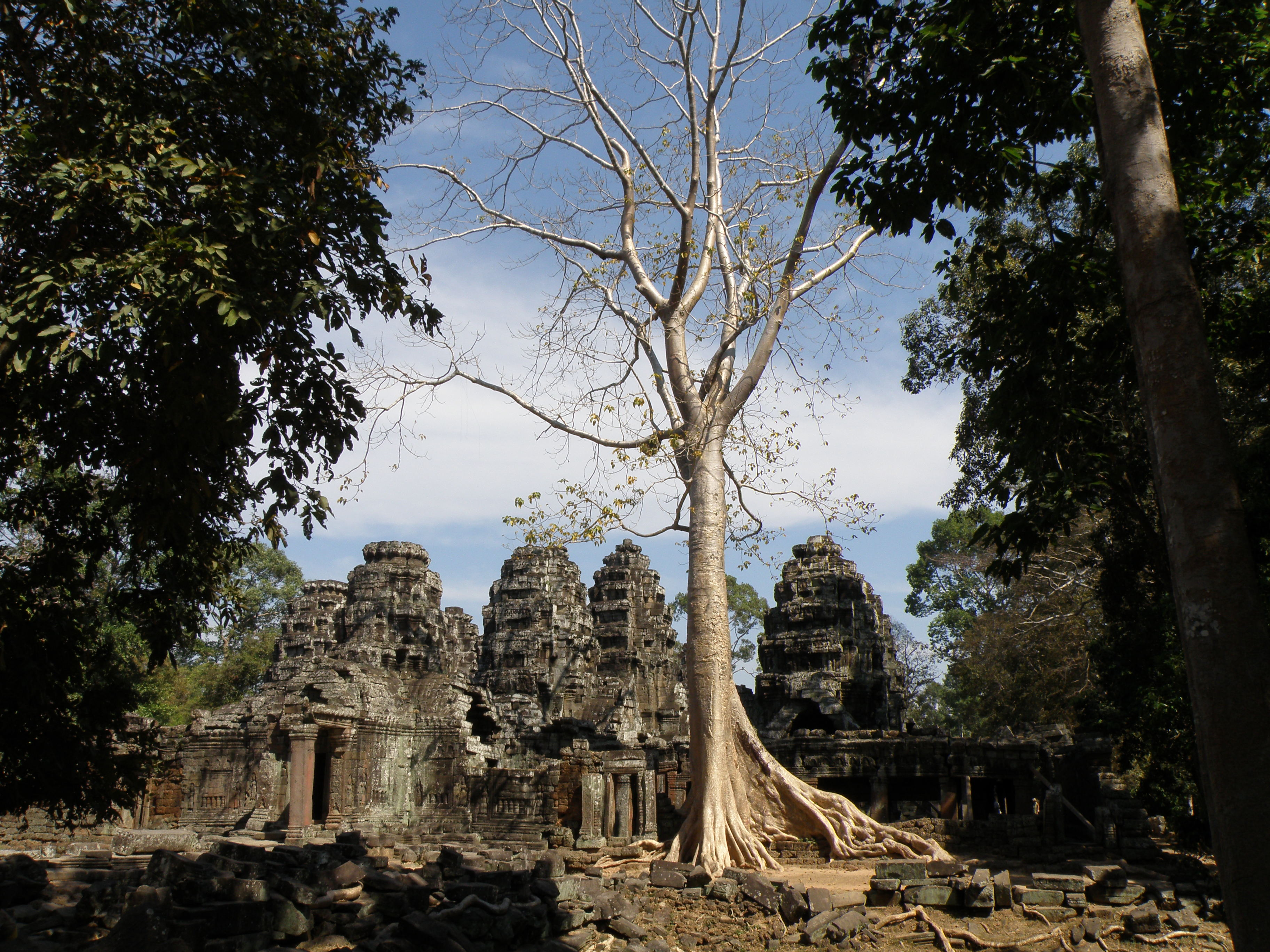
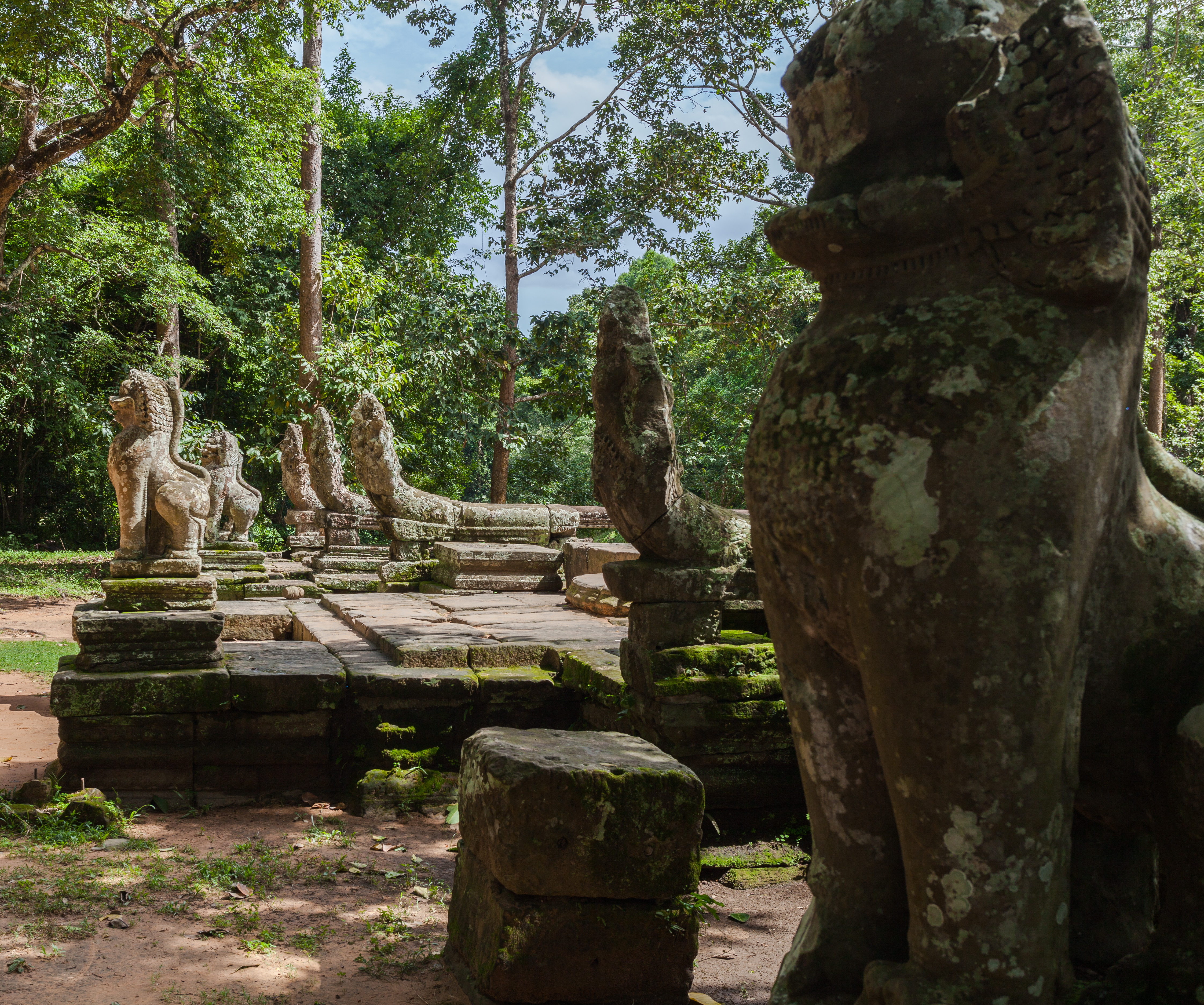
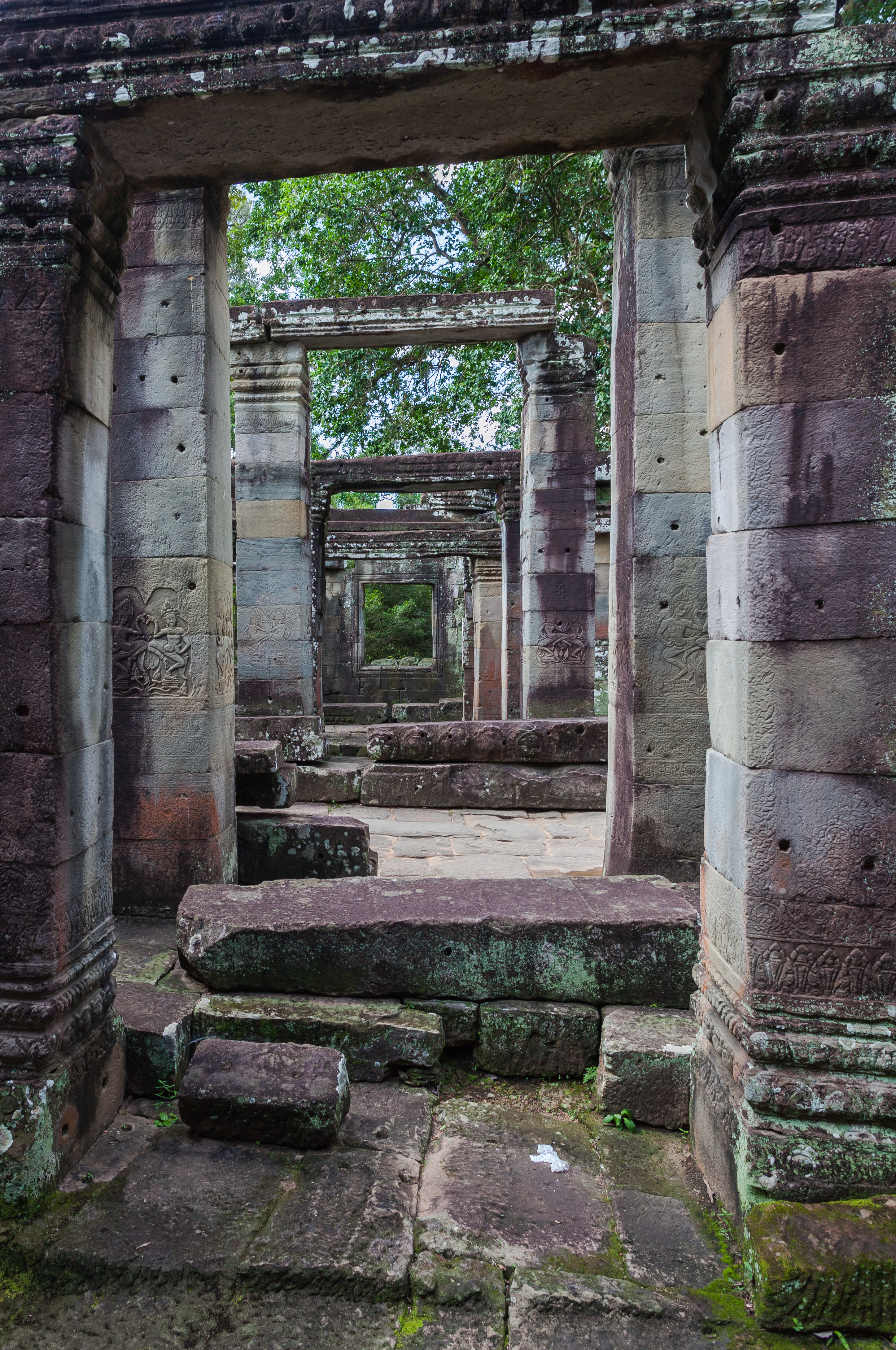
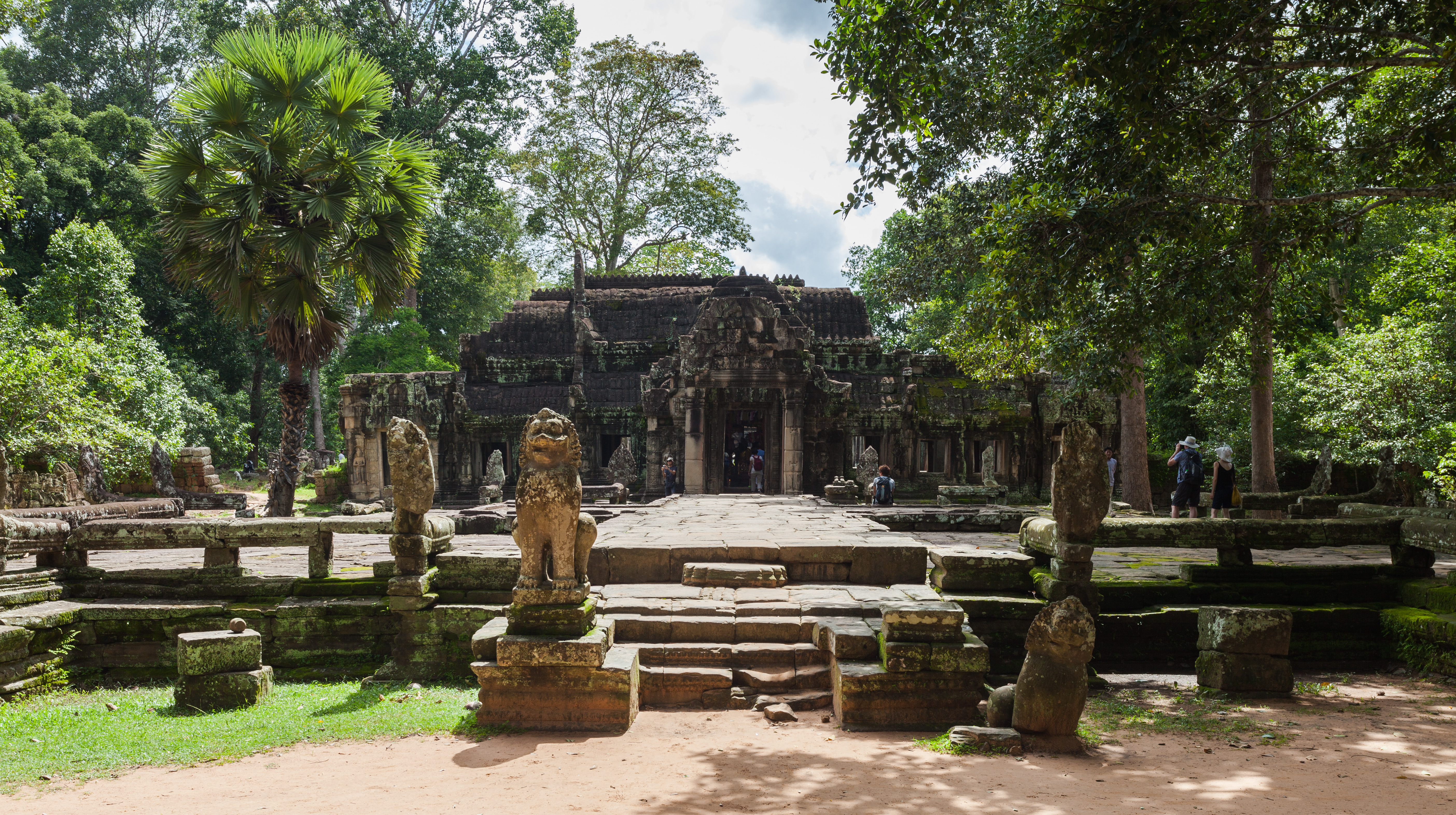
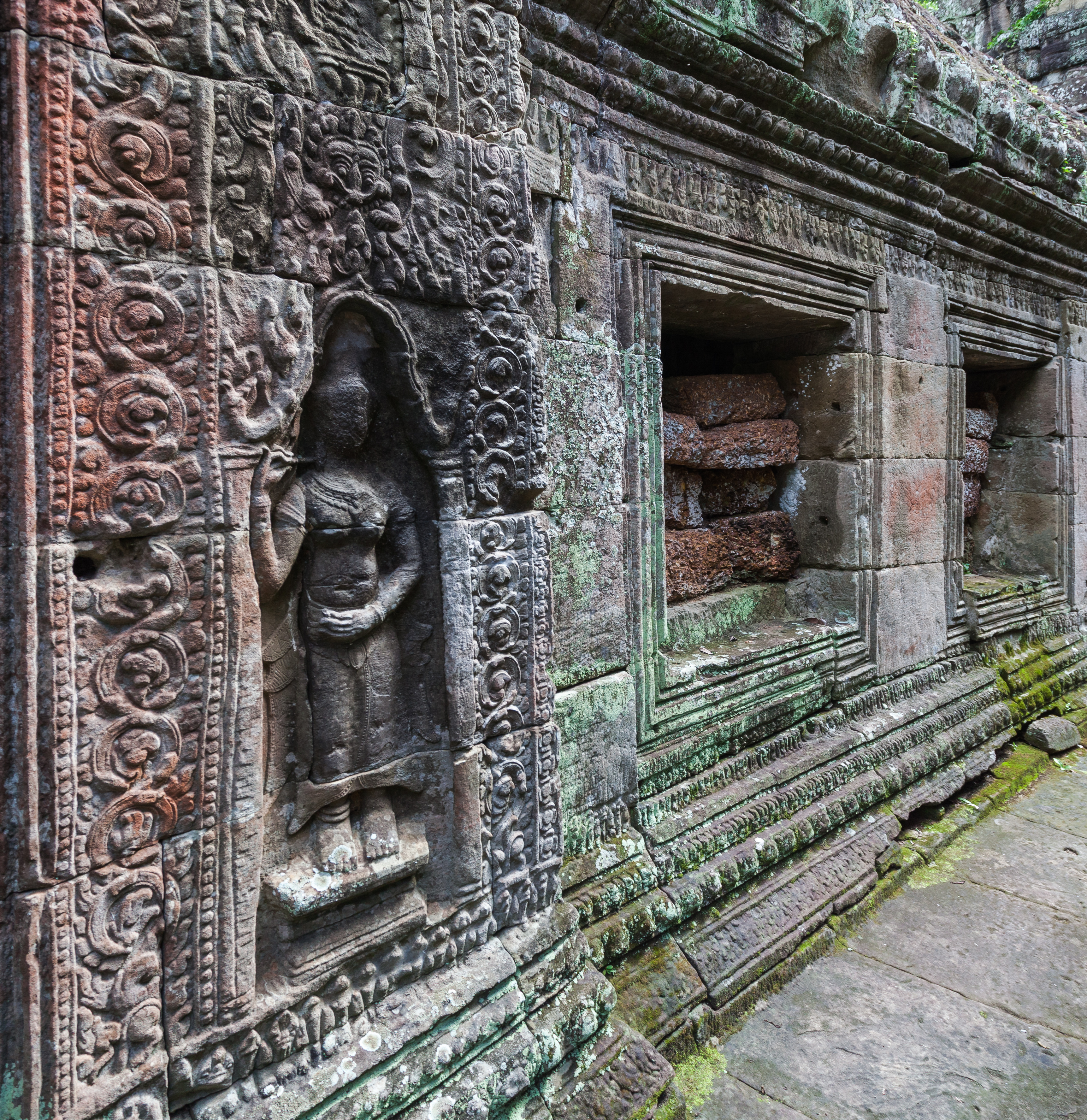